# Назаренко Дмитро Валерійович
Дмитро Валерійович Назаренко або просто Дмитро Назаренко, згодом — Деніз Назар (нар. 19 серпня 1980, Рівне, УРСР) — турецький плавець українського походження, який виступав у дисциплінах з комплексним стилем плавання.

## Спортивна кар'єра
Дмитро посів 5-те місце в фінальній частині індивідуального запливу на дистанції 400 метрів на Чемпіонаті Європи з плавання на коротких дистанціях 2002 року, який проходив у німецькому місті Різа.
Дебютував у складі націлнальної збірної України на Олімпійських іграх 2000 року в Сіднеї. Стартувавши в третьому запливі індивідуальної чоловічої гонки на дистанції 400-метрів комплексним плаванням, він випередив словенця Марко Миленковича, посівши 5-те місце в своєму запливі та підсумкове 28-ме місце в загальному заліку, запізнившись на 1,36 секунди від часу переможця змагань (4:25,26).
На Олімпійських іграх 2004 року в Афінах Назар посів підсумкове 26-те місце в чоловічому запливі на дистанції 400 метрів комплексним стилем. У ранковому запливі Деніз посів 7-ме місце та в підсумку став 26-им, випередивши на 0,13 секунди китайця Лю Вейя з часом 4:26.15.
Через вісім років Назар узгодив зміну спортивного громадянства з ФІНА, щоб виступати за турецьку команду на Літніх Олімпійських іграх 2008 роках у Пекіні під ім'ям Деніз Назар. Він виконав норматив на здобуття категорії FINA B з часом 4:26,64 на відкритому чемпіонаті Хорватії в Дубровнику. В третьому в своїй кар'єрі 400-метрівці комплексним стилем Назар посів 5-те місце в першому запливі, конкуруючи з дворазовим олімпійцем Василем Даніловим з Киргизстану та Госіном Гасіаном з Андорри. Деніз випередив Госіана на 1,20 секунди з часом 4:30.80, який посів 4-те місце. Назар не зміг пробитися до фіналу, оскільки він посів 28-ме підсумкове місце під час першого запливу кваліфікації.